# Ґуйлінь (карст)

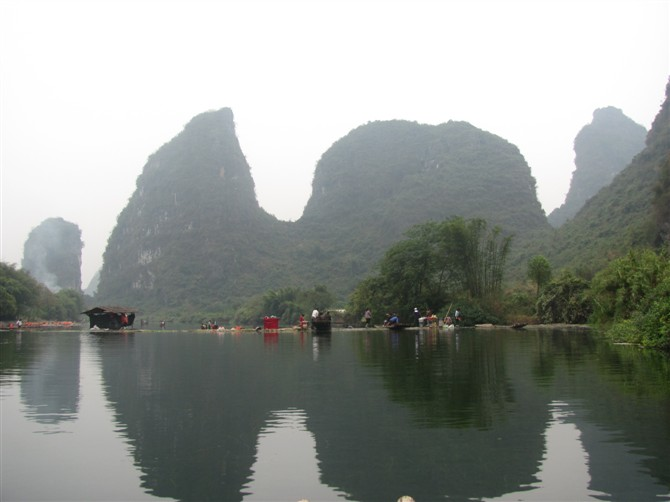
Карст Ґуйлінь

Ґуйлінь — карстові утворення в Ґуансі-Чжуанському автономному районі КНР. Є частиною Південно-Китайського карсту, що входить до переліку Світової спадщини ЮНЕСКО. У 2014 році до нього додано карст Ґуйлінь.

## Опис
Розташований на території національного парку Ліцзян. Складається з двох карстів: Путао площею 2 840 га (буферна зона 21,610 га) та Ліцзян площею 22,544 га (буферна зона 23,070 га). Для першого характерні карствові утворення вежеподібної форми, що називаються фенлінь, тобто ліс піків (30-80 м заввишки), а для другого — конусоподібної (фенкун, тобто скупчення піків).
Характеризується багатьма печерами і лійками, які утворюються через розчинення вапняку або інших карбонатних порід. Найвідомішими є Печера очеретяної флейти（芦笛岩 240 м завдовжки, що наповнена сталагмітами і сталактитами, природними колонами, її порівнюють з палацом мистецтв в природі); Печера Корони (冠岩) — є системою ходів завдовжки 12 км, з яких досліджено 3 км, складається з трьох залів (верхнього, середнього, нижнього); Пагорб Фрески Дев'яти Коней (九马画山), що вздовж річки Лі, 400 м заввишки та 200 м завширшки; Печера Семи зірок (七星公园), завдовжки 1 км й заввишки 27 м, має постійну однакову температуру у 20 °C; Пагорб Слонячий хобот (象鼻山) заввишки 55 м, в місці злиття річок Лі і Таохуа; Пагорб Фубо (伏波山 «Підпорядкування хвилі») заввишки 63 м, частина якого тягнеться до річки Лі, з Печерою Тисячі Будд, написи 729 року, часів династії Тан.
Пейзаж біля річки Ліцзян, названий Жовта Тканина Тіні, представлений на китайський банкноті у 20 юаней.

## Історія
У тріасі тут розташовувалося море, в якому мешкали іхтіозаври і нотозаври, велетенські молюски. Після підйому суходолу та зникнення моря після чого на геологію цих міст вплинув мусонний клімат та висока вологість у теплий сезон, потім відбувалися процеси вивітрювання та підйому породи. Частину карстових утворень сформована з вапняку часів девону, що утворився з частини мушель молюсків і скелетів викопних тварин. Рух земної кори завершив створення теперішнього ландшафту.
Карсти фенлінь є виразом геоморфологічного розвитку кінцевої стадії еволюції карстів у південному Китаї. Відносно невеличка висота та рясні алогенні води сприяли розвитку фенлінь. Поєднання двох видів карстів — фенлун і фенлінь вчені назвали «Модель Ґуйлінь». Дотепер достеменно невідомо розвивалися вони поступово або одночасно.
Сьогодні є одним з провідних туристичних місцях Китаю.

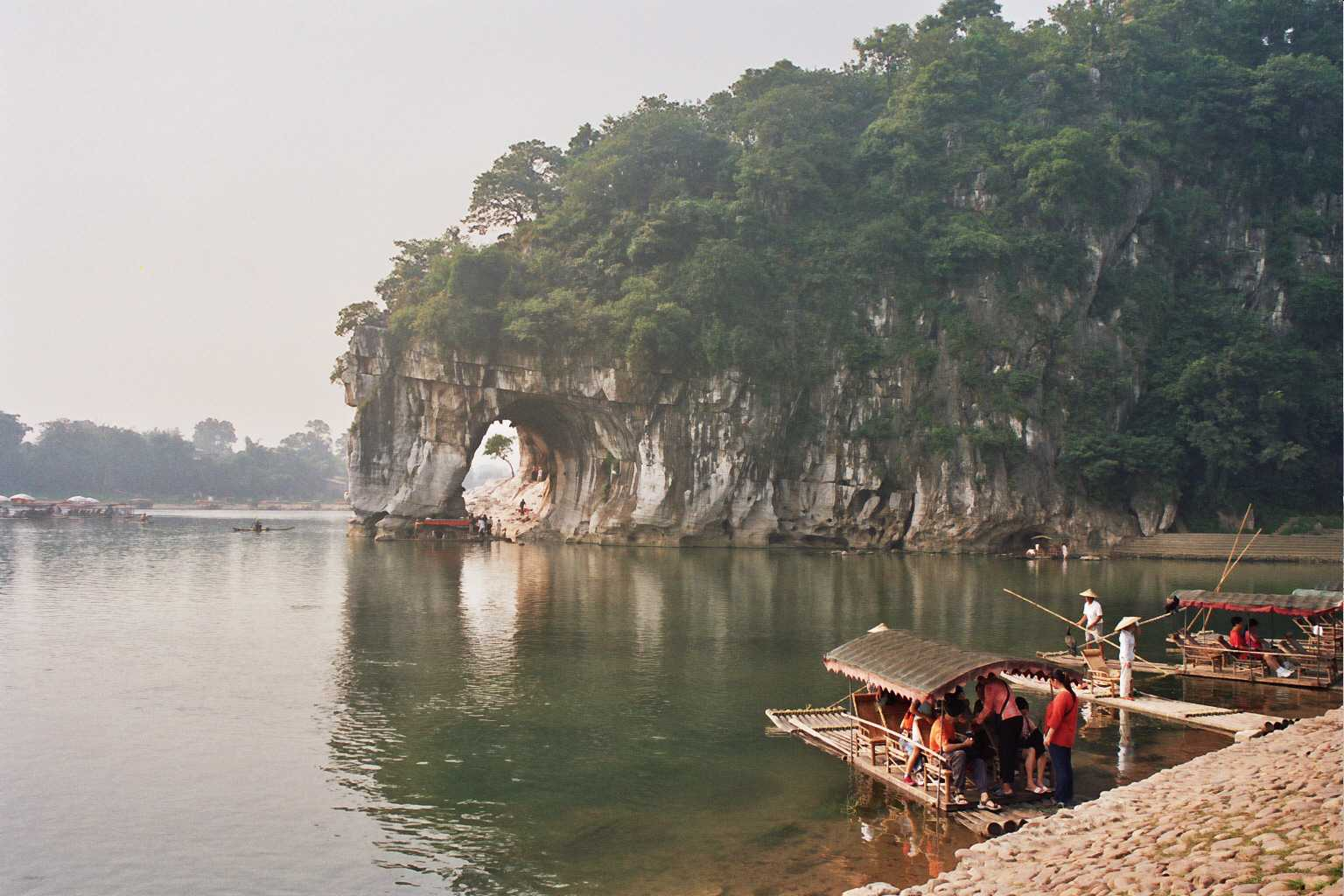
Пагорб Слонячий хобот
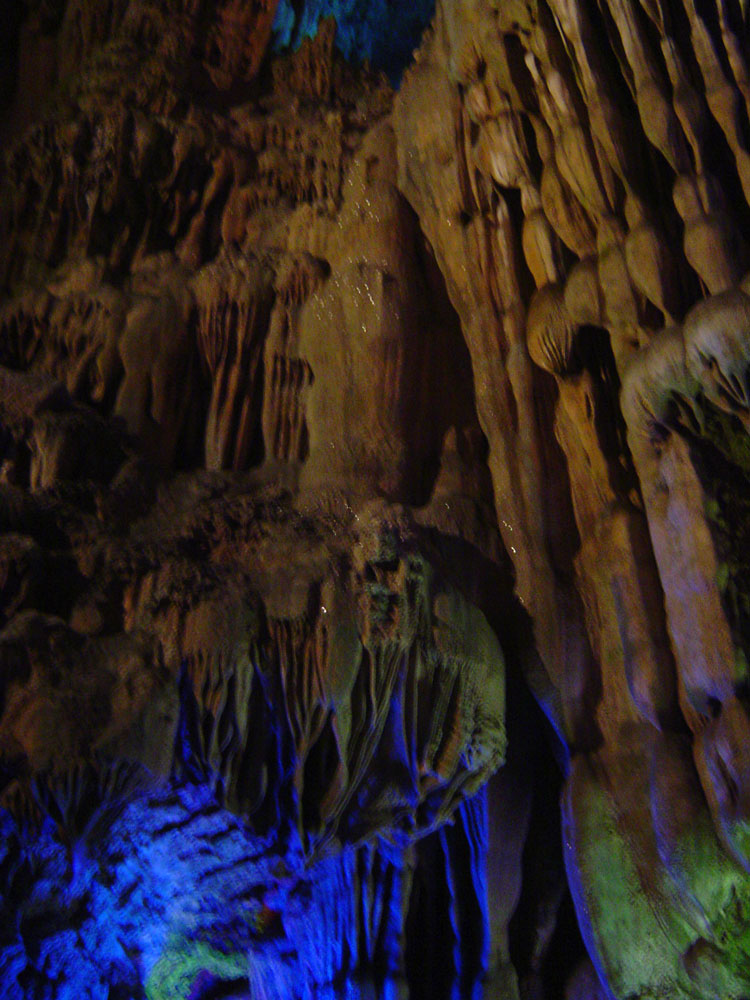
Печера Очеретова Флейта
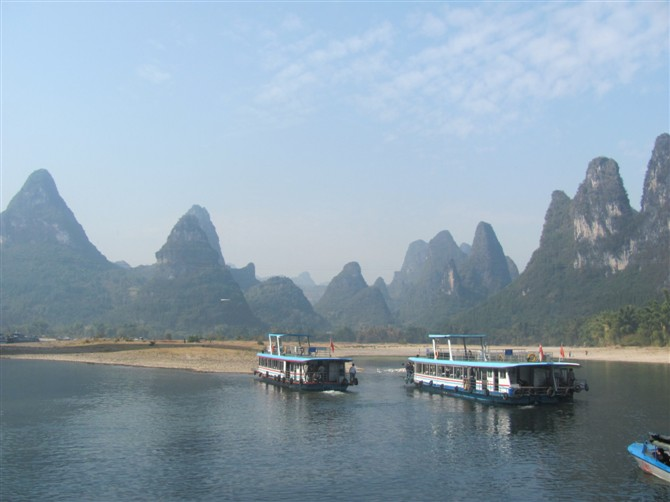
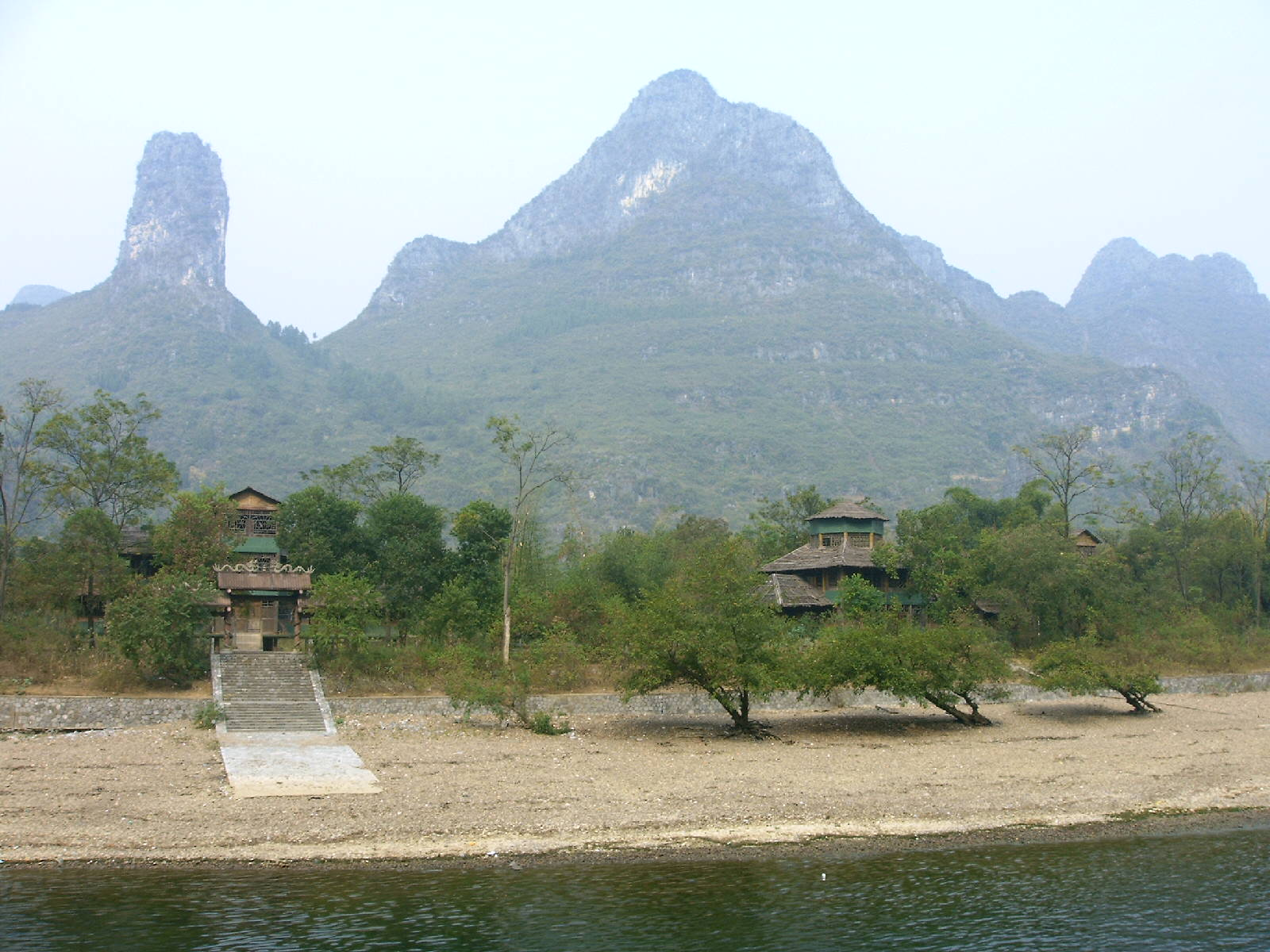
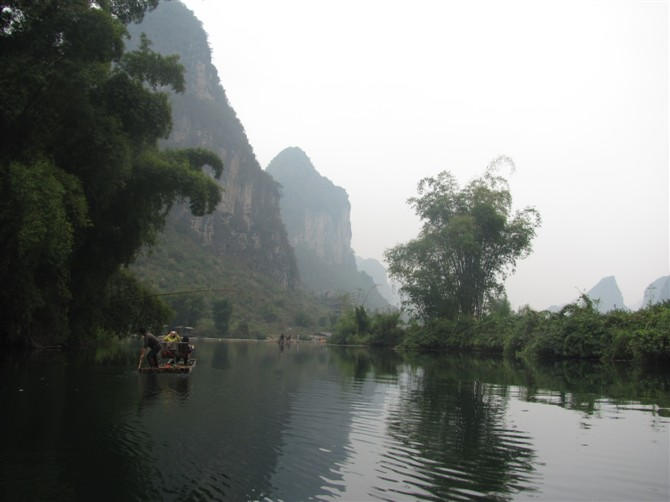
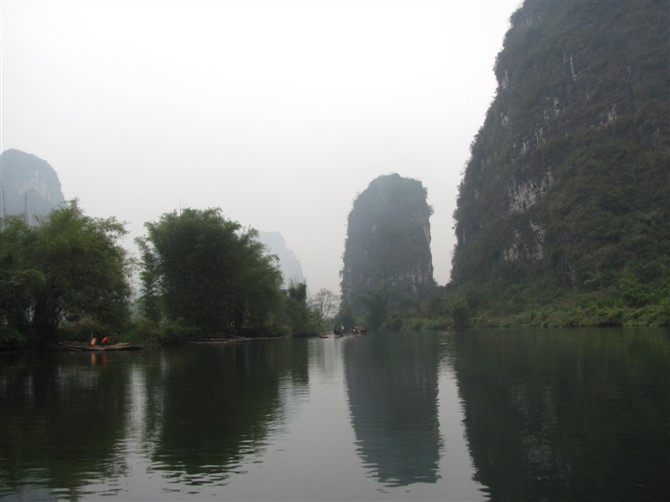
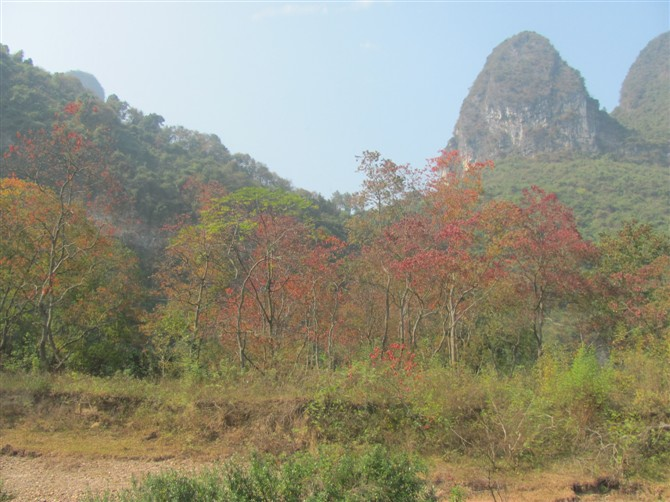